# Mysteries of London
Mysteries of London er en britisk stumfilm fra 1915 af A. E. Coleby.

## Medvirkende
- Wingold Lawrence som Bob Willis
- Flora Morris som Louise Willis